# Faded (chanson de Cascada)
Pour les articles homonymes, voir Faded.
Singles de Cascada
Because The Night
(2008) Perfect Day
(2009)
Faded est un titre du groupe Cascada, figurant sur leur second album Perfect Day sur la version américaine. Le single est sorti aux États-Unis et au Canada. En France, la chanson a été proposée au téléchargement légal le 27 octobre 2008.

## Singles

### États-Unis CD Maxi
1. Faded (Album Version)
2. Faded (Dave Ramone Electro Club Edit)
3. Faded (The Wideboys Electro Radio Mix)
4. Faded (Dave Ramone Pop Radio Mix)
5. Faded (Album Extended Mix)
6. Faded (Dave Ramone Electro Club Extended)
7. Faded (The Wideboys Electro Club Mix)
8. Faded (Dave Ramone Pop Extended Mix)
9. Faded (Lior Magal Remix)
10. Faded (Giuseppe D's Dark Fader Club Mix)

### Allemagne Téléchargement
1. Faded (Extended Mix)
2. Faded (David Ramone Radio Edit)
3. Faded (Wideboys Electro Club Mix)
4. Faded (Lior Magal Remix)

### France Téléchargement
1. Faded (David Ramone Radio Edit)

## Classement des ventes
| Classement                             | Meilleure position |
| -------------------------------------- | ------------------ |
| États-Unis Billboard Hot Dance Airplay | 7                  |
| États-Unis Billboard Pop 100           | 68                 |
| États-Unis Billboard Pop 100 Airplay   | 50                 |
| République tchèque Singles Chart       | 49                 |